# Resolution 1714 des UN-Sicherheitsrates
Die Resolution 1714 des UN-Sicherheitsrates ist eine Resolution zum Konflikt in Darfur im Westen des Sudan, die vom Sicherheitsrat der Vereinten Nationen auf seiner 5545. Sitzung am 6. Oktober 2006 einstimmig angenommen wurde.
Der Sicherheitsrat berief sich auf seine früheren Resolutionen zur Situation in Sudan, insbesondere auf die Resolutionen 1590, 1627, 1653, 1663, 1679, 1706 und 1709.
Die Resolution 1714 fordert die Parteien des Naivasha-Abkommens, eines umfassenden Friedensabkommens für den südlichen Sudan vom 9. Januar 2005 auf, den jeweiligen Verpflichtungen nachzukommen und kritisiert besonders die Behinderung von Mitarbeitern der Vereinten Nationen durch die sudanesische Regierung, vor allem im südlichen Distrikt Abyei, sowie die Verletzung des Friedensabkommens.
Mit der Resolution wird außerdem das Mandat der United Nations Mission in Sudan (UNMIS) bis zum 30. April 2007 verlängert, wobei nachfolgende Verlängerungen beabsichtigt sind.
Der Resolutionstext begrüßt auch die Entscheidung der Afrikanischen Union vom 20. September 2006, das Mandat der African Union Mission in Sudan (AMIS) bis zum 31. Dezember 2006 zu verlängern und ermutigt zu einer Zusammenarbeit zwischen UNMIS und AMIS.